# Ami
För andra betydelser, se Ami (olika betydelser).
Ami är ett australiskt språk. Det talades år 2007 av 30 personer. Ami talas i Norra territoriet och tillhör dalyspråken.
Modersmålstalarna använder i regel (kreolspråk) kriol som andraspråk. Språket räknas som döende, och den unga generationen tenderar till att helt övergå till att tala kriol.